# X.75
X.75 est une recommandation technique élaborée par le CCITT (aujourd’hui UIT-T) en 1996. Elle définit les spécifications d’interconnexion entre deux réseaux de commutation de paquets, notamment ceux utilisant le protocole X.25.
Cette norme a été conçue pour permettre l’interconnexion transparente de réseaux publics ou privés, facilitant ainsi la communication entre systèmes hétérogènes à l’échelle internationale.

## Contexte
Dans les années 1970 et 1980, la commutation de paquets devient une technologie clé pour les réseaux de données. Le protocole X.25 est largement adopté pour connecter des terminaux à un réseau. Cependant, pour relier deux réseaux entre eux, une norme spécifique était nécessaire : c’est dans ce contexte que la recommandation X.75 voit le jour.

## Différences avec X.25
Alors que X.25 définit l’interface entre un terminal utilisateur (DTE, pour Data Terminal Equipment) et un réseau (DCE, pour Data Circuit-terminating Equipment), X.75 s’applique à l’interface entre deux réseaux, appelés STE (Signalling Terminal Equipment).
Les deux entités interconnectées sont désignées par STE-X et STE-Y. Le protocole X.75 reprend de nombreux éléments de X.25, mais adapte la terminologie et la signalisation pour refléter la nature inter-réseaux de l’échange.

## Signalisation et fonctionnalités
X.75 introduit des mécanismes spécifiques pour :
- La signalisation des causes de libération ou de réinitialisation des circuits virtuels
- Le transport d’informations de diagnostic entre réseaux
- La négociation de services inter-réseaux via des champs supplémentaires dans les trames

Ces fonctionnalités permettent une meilleure gestion des erreurs et une interopérabilité accrue entre réseaux de fournisseurs différents.

## Mise en œuvre en France
En France, la norme X.75 a été utilisée par France Télécom pour interconnecter le réseau Transpac à d’autres réseaux internationaux via le Nœud de Transit International (NTI). Ce nœud jouait un rôle stratégique dans l’acheminement des communications de données entre la France et l’étranger.

## Héritage et obsolescence
Avec l’émergence de nouveaux protocoles comme TCP/IP et le déclin progressif des réseaux X.25 dans les années 1990 et 2000, la norme X.75 est devenue obsolète. Elle reste néanmoins une étape importante dans l’histoire de l’interconnexion des réseaux de données.